# La Pedregosa
La Pedregosa és una masia d'Oristà (Lluçanès) inclosa a l'Inventari del Patrimoni Arquitectònic de Catalunya.

## Descripció
Masia formada per un cos central de planta rectangular que funcionava com a habitatge, i diverses ampliacions de l'habitatge per la part sud, una construcció de base quadrada a l'esquerra de la façana principal i un porxo lateral.
El cos central manté la distribució original amb una sala que organitza l'accés a les habitacions. La façana presenta una gran arcada amb dovelles, la clau de les quals té un relleu en forma d'inscripció. A la part posterior de la casa, a ponent, hi ha un pati amb cisterna, la qual presenta la inscripció: Joan Pedragosa, any 1756.
En un dels pilars que sosté la teulada s'hi llegeix la data 1751.

## Història
El fogatge fet a Oristà el 1553 i conservat a l'Arxiu de la Corona d'Aragó conté el nom d'un tal Pere Climent Pedragosa, fàcilment identificble amb el mas en qüestió.